# Her First Mate
Pour plus de détails, voir Fiche technique et Distribution.
Her First Mate est un film américain réalisé par William Wyler, sorti en 1933.

## Synopsis
Un vendeur de cacahuètes et de bonbons sur un bateau de nuit d'Albany rêve de posséder son propre bateau...

## Fiche technique
- Titre : Her First Mate
- Réalisation : William Wyler
- Scénario : H. M. Walker, Clarence Marks et Earle Snell d'après la pièce de Frank Craven, Daniel Jarrett et John Golden
- Direction artistique : Stanley Fleischer
- Photographie : George Robinson
- Montage : Ted J. Kent
- Société de production : Universal Pictures
- Pays d'origine : États-Unis
- Format : Noir et blanc - 1,37:1 - Mono
- Genre : Comédie
- Date de sortie : 1933

## Distribution
- Slim Summerville : John Homer
- Zasu Pitts : Mary Horner
- Una Merkel : Hattie
- Warren Hymer : Percy
- Berton Churchill : Davis
- George F. Marion : Sam
- Henry Armetta : Socrates
- Clarence Wilson : Dr Gray (non crédité)
- Edward Hearn : Capitaine du ferry (non crédité)
- Sheila Bromley : Passager du bateau (non crédité)
- Marc Lawrence (non crédité)
- Monte Montague (non crédité)
- Lee Phelps (non crédité)
- William Wyler (non crédité)